# بوتش ماكدونالد
بوتش ماكدونالد هو لاعب هوكي جليد كندي، ولد في 21 نوفمبر 1916 في Assiniboia, Saskatchewan ‏ في كندا، وتوفي في 8 يناير 2006.

## وصلات خارجية
- بوتش ماكدونالد على موقع دوري الهوكي الوطني (الإنجليزية)
- بوتش ماكدونالد على موقع قاعة مشاهير الهوكي (لاعب أن.إتش.أل) (الإنجليزية)
- بوتش ماكدونالد على موقع EliteProspects.com (الإنجليزية)
- بوتش ماكدونالد على موقع HockeyDB.com (الإنجليزية)
- بوتش ماكدونالد على موقع Hockey-Reference.com (الإنجليزية)